# Jerzy Wierzchowski (polityk)
Jerzy Adam Wierzchowski (ur. 22 września 1926 w Nowym Mieście nad Soną, zm. w 1995 w Legionowie) – polski działacz partyjny, wojewoda ciechanowski (1975–1987). Honorowy obywatel Płońska i Ciechanowa.

## Życiorys
We wczesnym dzieciństwie zmarł ojciec Jerzego Wierzchowskiego, od czternastego roku życia pracował fizycznie jako robotnik rolny, strycharz i cieśla. W czasie II wojny światowej zatrudniony w cegielni Mochty-Smok, był więźniem obozu Neubrandenburg. W 1945 rozpoczął naukę w szkole oficerskiej broni pancernej w Modlinie. Równolegle pracował w Wydziale Polityczno-Wychowawczym Milicji Obywatelskiej w Warszawie. Od 1946 członek PPR, później PZPR. W latach 1945–1950 w Ludowym Wojsku Polskim, następnie do 1951 „utrwalał władzę ludową” i organizował aparat państwowy na Pomorzu Gdańskim i Szczecińskim oraz Podkarpaciu. W 1952 został skierowany do tworzenia struktur PZPR w powiecie pruszkowskim, od 1953 zajmował stanowisko kierownika Oddziału Rezerw Państwowych w Pruszkowie. W latach 50. i 60. zatrudniony na różnych stanowiskach w przemyśle z rekomendacji partyjnej, m.in. był nieetatowym pracownikiem Warszawskiego Komitetu Wojewódzkiego PZPR, ławnikiem sądu wojewódzkiego w Warszawie, zastępcą przewodniczącego Komisji Kontroli Partyjnej i członkiem Komisji Administracyjnej Komitetu Miejskiego PZPR. W 1965 ukończył studia prawnicze na Uniwersytecie Warszawskim i otrzymał stanowisko zastępcy dyrektora Zakładów Akumulatorowych w Piastowie. W latach 1968–1971 sprawował funkcję przewodniczącego Prezydium Miejskiej Rady Narodowej Pruszkowa (odpowiednik naczelnika) i został prezesem tamtejszego Towarzystwa Kulturalno-Naukowego, następnie był I sekretarzem Komitetu Miejskiego i Powiatowego PZPR (1972–1975). W latach 1975–1987 wojewoda ciechanowski.
Odznaczony Krzyżem Oficerskim i Kawalerskim Orderu Odrodzenia Polski, Złotym Krzyżem Zasługi (dwukrotnie), Srebrnym Krzyżem Zasługi, Medalem za Warszawę 1939–1945 oraz Medalem Zwycięstwa i Wolności 1945. Był honorowym obywatelem Ciechanowa i Płońska.